# Linha A do RER
A Linha A do RER ou RER A é uma linha de trens urbanos de Paris, França.

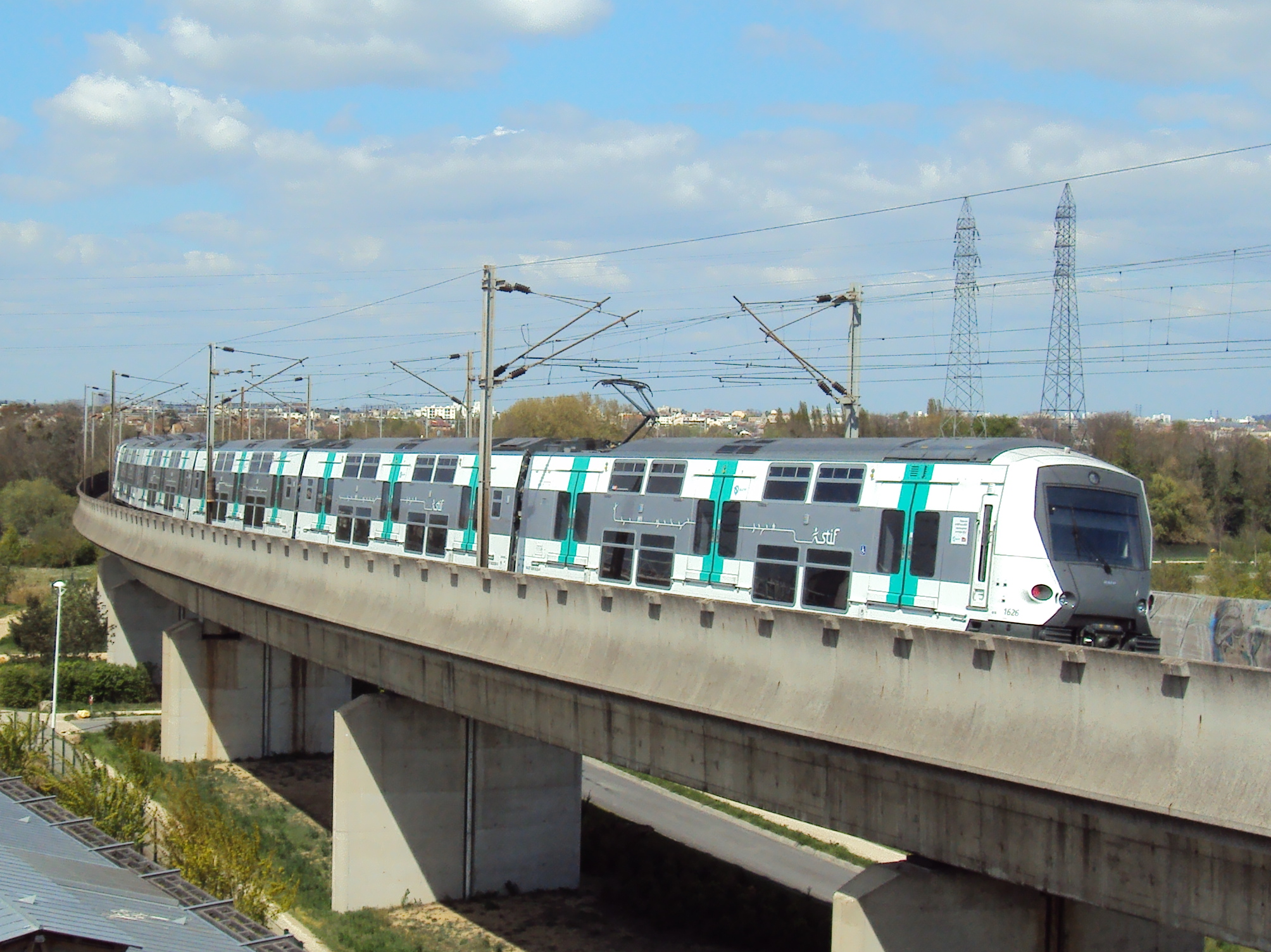
Um trem MI 09 no Viaduto de Nanterre.

## História
A Linha A foi inaugurada em 12 de dezembro de 1969. Foi a primeira linha do RER. Em 1977 se tornou uma linha RER.

## Percurso
A Linha A vai dos Terminais a oeste em Saint-Germain-en-Laye (A1), Cergy Le Haut (A3) e Poissy (A5) aos Terminais a leste em Boissy-Saint-Léger (A2) e Marne-la-Vallée-Chessy (A4).
O ramal A1, Linha de Saint-Germain-en-Laye, vai a Saint-Germain-en-Laye, o ramal A3 vai à Ville nouvelle de Cergy-Pontoise, o ramal A5 vai a Poissy, o ramal A2, Linha de Vincennes, vai a Boissy-Saint-Léger e o ramal A4 vai à Ville nouvelle de Marne-la-Vallée, na Disneyland Paris, onde se conecta com o TGV.
A linha passa por Nanterre, La Défense, Charles de Gaulle-Étoile, Auber, Châtelet - Les Halles, Gare de Lyon, Nation e Vincennes, e se interliga com o Metrô de Paris em Charles de Gaulle-Étoile, Auber, Châtelet-Les Halles, Gare de Lyon e Nation. A linha é operada tanto pela RATP quanto pela SNCF. A SNCF opera o ramal A3 de Cergy e o ramal A5 de Poissy, e a RATP opera o ramal A1 de Saint-Germain-en-Laye, o ramal A2 de Boissy-Saint-Léger e o ramal A4 de Marne-la-Vallée, e o trecho central.
A Linha A é uma das linhas de trem urbano mais movimentadas do mundo.

## Estações

Plano da linha.

- Cergy-le-Haut
- Cergy-Saint-Christophe
- Cergy-Préfecture
- Neuville-Université
- Conflans-Fin-d'Oise
- Achères-Ville
- Poissy
- Achères - Grand-Cormier
- Maisons-Laffitte
- Sartrouville
- Houilles - Carrières-sur-Seine
- Saint-Germain-en-Laye
- Le Vésinet - Le Pecq
- Le Vésinet-Centre
- Chatou - Croissy
- Rueil-Malmaison
- Nanterre-Ville
- Nanterre-Université
- Nanterre-Préfecture
- La Défense
- Charles-de-Gaulle - Étoile
- Auber
- Châtelet - Les Halles
- Gare de Lyon
- Nation
- Vincennes
- Fontenay-sous-Bois
- Nogent-sur-Marne
- Joinville-le-Pont
- Saint-Maur - Créteil
- Le Parc de Saint-Maur
- Champigny
- La Varenne - Chennevières
- Sucy - Bonneuil
- Boissy-Saint-Léger
- Val de Fontenay
- Neuilly-Plaisance
- Bry-sur-Marne
- Noisy-le-Grand - Mont d'Est
- Noisy - Champs
- Noisiel
- Lognes
- Torcy
- Bussy-Saint-Georges
- Val d'Europe
- Marne-la-Vallée - Chessy

## Curiosidades
A Linha A surgiu a partir da Linha de Vincennes, que ligava a Gare de la Bastille (Estação da Bastilha) a Verneuil-l'Étang.